# Nacaklı, Kiğı
Nacaklı là một xã thuộc huyện Kiğı, tỉnh Bingöl, Thổ Nhĩ Kỳ. Dân số thời điểm năm 2010 là 481 người.